# Bachkapelle St. Florian

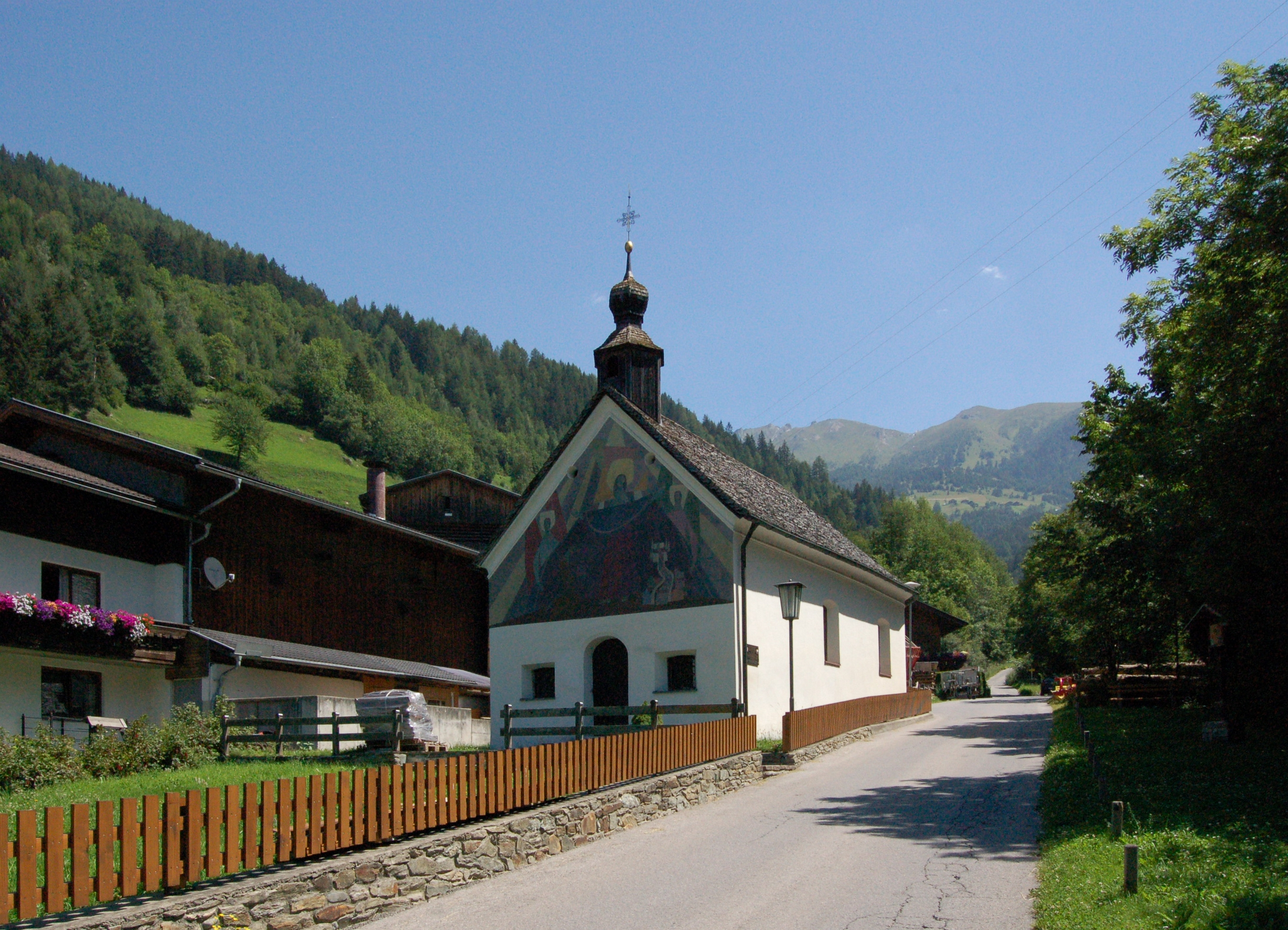
Bachkapelle St. Florian

Die Bachkapelle St. Florian ist eine denkmalgeschützte Kapelle (Listeneintrag) in der Gemeinde Matrei in Osttirol. Die Kapelle wurde 1611 errichtet und verfügt über ein qualitätsvolles, barockes Inventar.

## Lage
St. Florian liegt im nördlichen Bereich von Matreier Marktes am Weg auf den Klaunzerberg am linken Ufer des Bretterwandbaches. Sie befindet sich am Grabenweg unmittelbar neben dem Haus Marstallweg 20. Um die Kapelle wurde eine kleine Grünfläche angelegt, die durch einen Lattenzaun begrenzt wird.

## Geschichte
Der Bau wurde 1611 als Votivkapelle gegen Unwetter-, Brand- und Hochwassergefahr errichtet. Um das Ende des 17. Jahrhunderts erfolgte eine Erweiterung, 1799 wurde das Dach neu gedeckt. Nach einer Restaurierung zwischen den Jahren 1978 und 1982 erfolgte 1982 die Wiedereinweihung der Kapelle. Das Wandfresko an der Eingangsfassade wurde 1959 mutwillig zerstört und nach einer Übertünchung in den 1980er Jahren freigelegt und restauriert.

## Außenbau
Die Kapelle wurde über einem rechteckigen Grundriss errichtet und besitzt eine Rundapsis. Sie verfügt zudem über ein steiles, schindelgedecktes Satteldach mit profilierter Hohlkehle sowie einen kleinen Dachreiter über dem Eingang. Der Dachreiter mit zwei rundbogigen Schallfenstern und Zwiebelhaube ist durch Kugel, Kreuz und Wetterhahn bekrönt. Der Eingang der Kapelle befindet sich westseitig und ist auf das Tal ausgerichtet, wobei der Eintritt in die Kapelle durch ein Rundbogenportal erfolgt. Das Portal wird von zwei schmiedeeisenvergitterten, nahezu quadratischen Sichtfenstern flankiert. Darüber befindet sich ein monumentales Wandfresko von Franz Walchegger. Das Fresko zeigt die Schutzmantelmadonna mit über den Stifter der Kapelle und den Ortsteil am Bretterwandbach ausgebreitetem Mantel samt zwei Engeln und einer Berglandschaft im Hintergrund. Die Längswände verfügen über jeweils zwei flachbogig geschlossene Rechteckfenster.

## Innenraum und Ausstattung
Die Decke der Kapelle wurde als flaches Tonnengewölbe mit Stuckdekoration ausgeführt. Die Apsis wurde durch eine Muschelkonche hervorgehoben. Eingangsseitig befindet sich eine weit auskragende Holzempore. Das Innere wird von einem barocken Altar dominiert, der Ende des 17. Jahrhunderts vermutlich von Andreas Tamasch aus Stams geschaffen wurde. Er besteht aus Holz und verfügt über eine Marmorfassung mit rosa-grüner Äderung sowie Ornamentvergoldung. Im Zentrum des Altars befindet sich eine figurale Darstellung der Pietà, die von Figuren des heiligen Georg und des heiligen Florian flankiert wird. Neben dem Altar befindet sich an der Nord- und Südwand ein hölzernes Chorgestühl sowie im Langhaus ebenfalls hölzerne Betstühle. Der Kreuzweg besteht aus kolorierten Stichen aus der zweiten Hälfte des 19. Jahrhunderts, des Weiteren verfügt die Kapelle über zwei Vortragstangen mit Leuchterengel, ein hölzernes, vergoldetes Vortragekreuz, dass vermutlich in der Mitte des 18. Jahrhunderts geschaffen wurde, und eine teilweise versilberte Heilig-Geist-Taube im Chorbogen.